# Braç militar (cort)
En el context de les Corts Catalanes, el braç militar era l'estament que representava a l'aristocràcia militar catalana, tenidora de furs i baronies al Principat de Catalunya. No s'ha de confondre la representació circumscrita a les corts, amb el Braç militar de Catalunya, institució permanent que representava a un dels Tres Comuns de Catalunya.